# Uleanivka, Dzerjînsk
Uleanivka (în ucraineană Улянівка) este un sat în comuna Olșanka din raionul Dzerjînsk, regiunea Jîtomîr, Ucraina.

## Demografie
Componența lingvistică a localității Uleanivka
     Ucraineană (98,56%)
     Rusă (1,44%)
Conform recensământului din 2001, majoritatea populației localității Uleanivka era vorbitoare de ucraineană (98,56%), existând în minoritate și vorbitori de rusă (1,44%).